# 佩拉罗德里格斯
佩拉罗德里格斯，是西班牙卡斯蒂利亚-莱昂萨拉曼卡省的一个市镇。 总面积15平方公里，总人口205人（2001年），人口密度14人/平方公里。